# Balaoan
Balaoan  (Bayan ng  Balaoan) es un municipio filipino de primera categoría, situado en la isla de Luzón y perteneciente a  la provincia de La Unión en la Región Administrativa de Ilocos, también denominada Región I.

## Barangays
Balaoan se divide, a los efectos administrativos, en 36  barangayes o barrios, conforme a la siguiente relación:
| - Almeida - Antonino - Apatut - Ar-arampang - Baracbac del Este - Baracbac del Oeste - Bet-ang - Bulbulala - Bungol - Butubut del Este - Butubut del Norte | - Butubut del Oeste - Butubut del Sur - Cabuaan del Oeste (Población) - Calliat - Calungbuyan - Camiling - Doctor Camilo Osías, antes Cabuaan del Este - Guinaburan - Masupe - Nagsabaran del Norte - Nagsabaran del Sur - Nalasin - Napaset | - Pagbennecan - Pagleddegan - Pantar del Norte - Pantar del Sur - Pa-o - Paraoir - Patpata - Sablut - San Pablo - Sinapangan del Norte - Sinapangan del Sur - Tallipugo |